# William Leslie Poole
William Leslie Poole (Bromley, Reino Unido de Gran Bretaña e Irlanda, 7 de noviembre de 1866- Montevideo, Uruguay, 22 de agosto de 1931), considerado como "el padre del fútbol uruguayo" por su aporte fundamental a la expansión de este deporte en Uruguay en los años finales del siglo XIX, fue un profesor de literatura inglés 
única concurrió a la Universidad de Cambridge. Radicado en Uruguay, fue impulsor de la fundación del Albion entre sus alumnos y del deporte en general. Fue profesor de inglés en la Universidad del a República del Uruguay. Además, fue futbolista, árbitro y dirigente. Su sepulcro se encuentra en el Cementerio Británico de Montevideo.

## Biografía
El profesor inglés William Leslie Poole llegó a Uruguay en 1885, procedente de la Universidad de Cambridge a "The English High School" de Montevideo. Se desempeñaba en el colegio como profesor de inglés. 
Poole era un sportsman ejemplar. Corpulento y atlético, incursionaba en fútbol, remo, críquet y rugby. Llevaba a sus alumnos a practicarlos a Punta Carretas, en las cercanías del actual centro comercial ahí ubicado. Allí impulsó la práctica del fútbol, inspirando a sus discípulos, como Henry Candid Lichtenberger Levins, quien fue el impulsor de la fundación del primer club de fútbol de Uruguay: el Albion Football Club.
Poole recién se incorporó al Albion cuando éste había modificado sus estatutos iniciales y permitido que jugaran players extranjeros (en un principio sólo podían hacerlo los criollos).
Representó al Montevideo Rowing en regatas, compartiendo bote junto a Carlos Sturzzeneger, un sportsman destacado del Uruguay.
En el Montevideo Cricket jugó tanto al fútbol como al cricket, con destacada actuación. Defendió en una ocasión al C.U.R.C.C.
En el año 1901 fue presidente de la Asociación Uruguaya de Fútbol (por entonces, la League). En ese año, disputó el primer clásico del Río de la Plata de la historia, jugando por la selección uruguaya contra la selección argentina, y marcó un gol. Existe una controversia respecto a este partido, debido a que el mismo no fue organizado por la Liga Uruguaya reinante en ese entonces, sino que el organizador del mismo fue el Club Albion, jugando el combinado uruguayo con la camiseta de ese club. Según otras fuentes, el primer partido fue el jugado el 20 de julio de 1902, en Paso del Molino, Uruguay, con triunfo de Argentina por 6 a 0.